# Дракула: любовь сильнее смерти
Дракула: любовь сильнее смерти (фр. Dracula, l'amour plus fort que la mort) — французский мюзикл Камеля Уали (Kamel Ouali) в двух актах, премьера которого состоялась 30 сентября 2011 во Дворце спорта в Париже. Мюзикл был вдохновлён «Дракулой» Брэма Стокера и одноимённым фильмом Фрэнсиса Копполы. «Дракула» был показан в кинотеатрах Франции 20 и 22 июля 2012 года.

## Сюжет мюзикла

### Акт 1
Трансильвания, 1462 год. Граф Влад Цепеш вызван на войну против турецких захватчиков и вынужден оставить свою жену Элизабет. Она кончает жизнь самоубийством, ошибочно узнав о смерти любимого во время одного из боёв. Самоубийство запрещено церковью, Элизабет проклята. Без ума от горя, молодой граф отрекается от церкви и становится вампиром, известным как Дракула.
Несколько веков спустя молодой юрист Джонатан Харкер уезжает из Лондона, оставив свою невесту Мину. Он едет в Трансильванию, чтобы урегулировать дела, важную роль в которых играет Дракула. В замке Дракулы Джонатан знакомится с тремя необычными существами: женщиной-ребёнком Пуазон (эмоции Дракулы), завораживающей Сатин (совесть) и андрогином-обольстителем Сорси (его душа). После смерти жены Дракула не говорит. Он выражает свои чувства в танце.
В Лондоне Мина и её лучшая подруга Люси беззаботно наслаждаются: Люси после долгих колебаний решает выйти замуж за богатого доктора Сьюарда. Из письма Мина узнаёт, что психическое состояние Джонатана ухудшается. Она беспокоится, и решает покинуть Великобританию, чтобы спасти его. В Трансильвании Дракула видит портрет Мины, которая похожа на его умершую жену, и хочет завоевать Мину. Но она думает только о Джонатане, тот все ещё в плохом состоянии, но жив и здоров, и собирается возвращаться в Лондон. Дракула, вопреки советам трёх своих сообщников, планирует превратить Люси в вампира. Доктор Сьюард видит, что Люси больна, и сообщает об этом Джонатану и Мине. Друзья решают обратиться к Ван Хельсингу, знаменитому своими оккультными знаниями и непоколебимой верой. Тот сразу диагностирует укус вампира и ожидает худшего.

### Акт 2
Люси похоронена, но проблема не решена. Став вампиром, Люси распространяет вокруг себя ужас. Ван Хельсингу удается уничтожить её огнём. Мина потрясена смертью подруги. В этот момент появляется ангел и успокаивает её.
Дракула не оставляет Мину, он любит её. Пытаясь соблазнить её, он проникает к ней в комнату, и девушка наконец принимает его ухаживания. Сознавая, что теперь Мине грозит опасность, доктор Сьюард, Ван Хельсинг и Джонатан решают использовать связь Дракулы с Миной чтобы уничтожить того. Джонатан обнаруживает, что чувства Мины к Дракуле взаимны. Мина убивает Дракулу колом в сердце, положив конец его страданиям.
Спектакль заканчивается выходом всей труппы на сцену с песней «Nos reves», призывающей несмотря на смерть праздновать жизнь.

## Песни
Песни, звучавшие в мюзикле:

Акт 1

1. Les forces du mal (Силы зла / По ту сторону добра и зла) — Джонатан Харкер
2. Dominer le monde (Доминировать в мире / Властвовать над миром) — Сорси, Пуазон, Сатин
3. Elles (Они) — Джонатан Харкер
4. 1, 2, 3 — Люси Вестенра
5. Elle est mon âme (Она моя душа) — Джонатан Харкер
6. Le ciel et l’enfer (Рай и ад) — Пуазон
7. L’amour et son contraire (Любовь и её противоположность) — Люси Вестенра
8. Immortels (Бессмертные) — Ван Хельсинг
9. Encore (Ещё) — Джонатан Харкер
10. Qui peut le juger? (Кто может его судить? / Кто посмеет его судить?) — Сатин
Акт 2

1. Mauvaise fille de bonne famille (Плохая девочка из хорошей семьи) — Люси Вестенра
2. C’est une injustice (Это несправедливо) — Ангел
3. En Transylvanie (В Трансильвании) — Сорси, Пуазон, Сатин
4. Je compte sur mes doigts (Считаю по пальцам / Я считаю до десяти) — Пуазон
5. Laissez-vous tenter (Поддайтесь искушению / Поддайтесь соблазну) — Сатин
6. Le feu initial (Первоначальный огонь) — Ван Хельсинг
7. L’amour plus fort que la mort (Любовь сильнее смерти) — Ангел
8. Nos Rêves (Наши мечты) — все артисты мюзикла
9. Éteins la lumière (Выключи свет) — Сорси
Песни, не вошедшие в мюзикл:
1. Appelle le docteur (Вызовите врача / Позовите доктора) — Джонатан Харкер, Люси Вестенра
2. Dans les yeux (В глаза) — Сорси
3. La dernière danse (Последний танец) — Джонатан Харкер

## Актеры
- Голан Йосеф (Golan Yosef) — граф Дракула
- Натали Фокетт (Nathalie Fauquette) — Мина Мюррей
- Грегори Дек (Gregory Deck) — Сорси
- Лола Сэс (Lola Ces) — Пуазон
- Джини Лин (Ginie Line) — Сатин
- Жюльен Локо (Julien Loko) — Джонатан Харкер
- Анаис Дельва (Anais Delva) — Люси Вестенра
- Эмрик Рибо (Aymeric Ribot) — Ван Хельсинг
- Флоран Торрес (Florent Torres) — ангел
- Лоран Леви (Laurent Levy) — доктор Сьюард